# Ptycza (przystanek kolejowy)
Ptycza (ukr. Птича, ros. Птича) – przystanek kolejowy w miejscowości Ptycza, w rejonie dubieńskim, w obwodzie rówieńskim, na Ukrainie.